# Takuya Kimura

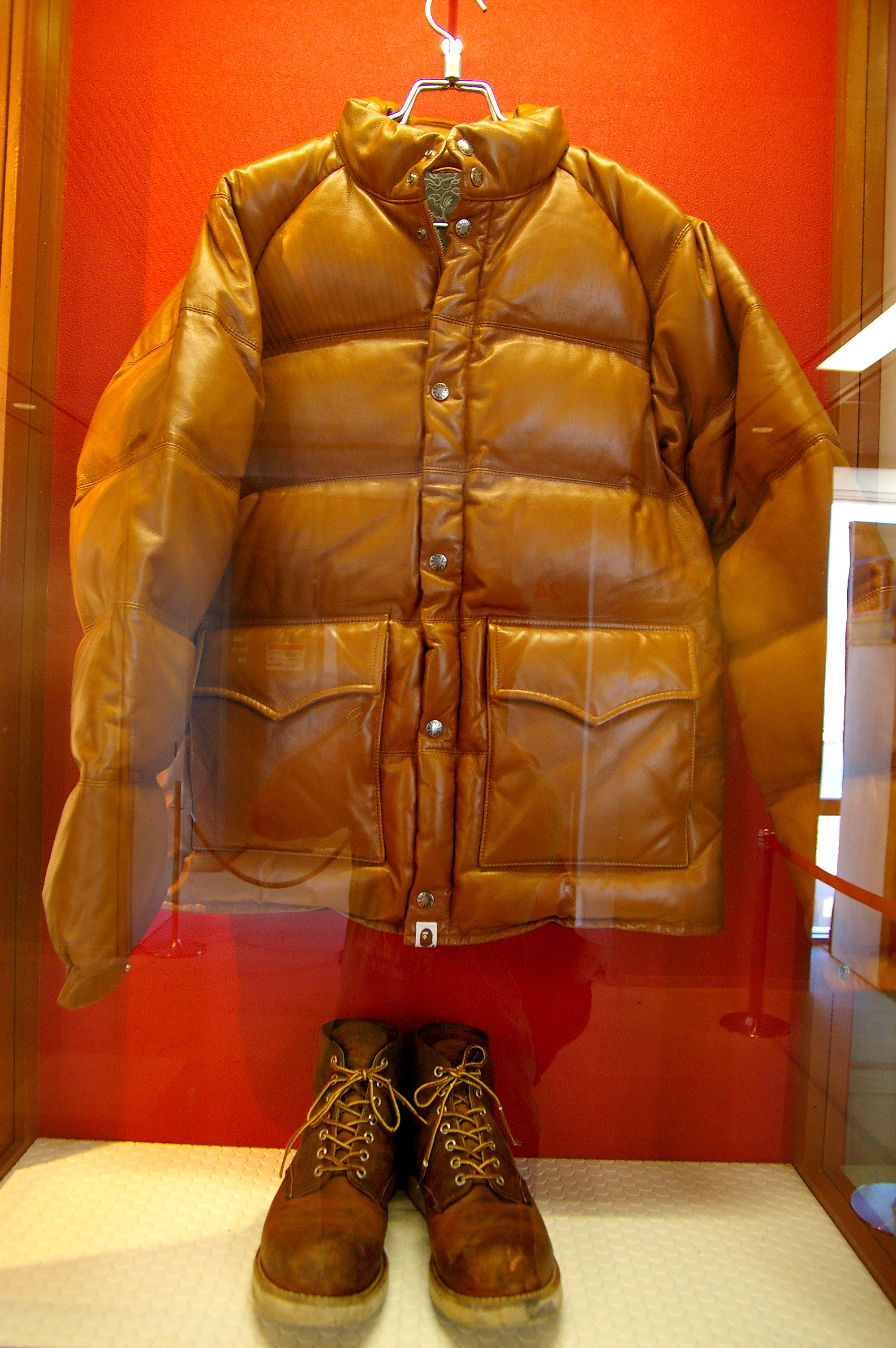
Takuya Kimuras kostym i den japanska TV-serien Hero.

Takuya Kimura (japanska: 木村拓哉?, Kimura Takuya), född 13 november 1972 i Tokyo, Japan, är en medlem i det japanska pojkbandet SMAP. Vid sidan om sin karriär som artist har han varit med i många filmer och TV-serier. För en publik utanför Japan kan han kännas igen som japanen från Wong Kar-wais film 2046.
Han har senare synts i TV som skådespelare i TV-serien Mr. Brain.

## Verk

### TV-serier i urval
- 1996 – Long Vacation
- 2001 – Hero
- 2003 – Good Luck!!
- 2005 – Engine
- 2009 – Mr. Brain

### Filmer i urval
- 2004 – 2046
- 2004 – Det levande slottet (röst i originalversionen)